# Notolibellula bicolor
Notolibellula bicolor – gatunek ważki z rodziny ważkowatych (Libellulidae); jedyny przedstawiciel rodzaju Notolibellula. Występuje endemicznie w północnej Australii.